# 1998 VF31
1998 VF31 eller (101429) 1998 VF31 är en trojansk asteroid som följer Mars omloppsbana i lagrangepunkt L5. Den upptäcktes 13 november 1998 av LINEAR.
Olikheter mellan de olika mars-trojanerna ger att de sannolikt inte har sitt ursprung i sin nuvarande omloppsbana utan har kommit dit senare under solsystemets historia.